# Klizni ležaj
Klizni ležaj je ležaj koji omogućuje vođenje pokretnih strojnih dijelova (osovina, vratilo) i prijenos opterećenja s rukavca osovine ili vratila na blazinicu ležaja. Klizne površine podmazane su uljem, a rjeđe mašću ili krutim sredstvima za podmazivanje. Prema djelovanju opterećenja razlikuju se radijalni i aksijalni klizni ležajevi. Postoje još i klizni ležajevi za vođenje koji služe samo za vođenje osovine ili vratila, a ne prenose nikakva vanjska opterećenja.
U kliznom ležaju, ležajni dio osovine ili vratila (čep ili rukavac) oslanja se na glatku, izdašno podmazivanu cilindričnu plohu. Ona je redovito izrađena od materijala mekšeg od materijala čepa ili rukavca; smještena je u kućištu, a naziva se blazinica. Klizni ležaj izrađuje se kao zatvoreni (očni), s jednodijelnom blazinicom, ili kao otvoreni, s dvodijelnom blazinicom. Samoprilagodljivi ležaj ima blazinicu vezanu s kućištem preko kuglaste površine, pa se os ležaja može prilagoditi položaju osi vratila ili osovine. Blazinice se najčešće izrađuju od bijelog metala (slitina kositra, bakra, olova i antimona), bronce ili od sinteriranih metala, a u posebnim slučajevima od plastike, gume, drva i drugog materijala. Za podmazivanje redovito služi mineralno ili sintetsko ulje, a kod gumenih blazinica voda. Prednost je kliznoga ležaja bešuman rad, dobro prigušenje (amortiziranje) udaraca, manja osjetljivost na nečistoće, veća tolerancija pri izradi i lakši popravci.

## Prednosti i nedostaci kliznih ležaja
Prednosti kliznih ležajeva:
- dozvoljavaju velike brzine vrtnje,
- hod im je miran i tih,
- uz dobro podmazivanje imaju nizak koeficijent trenja, te time praktički neograničen vijek trajanja,
- jednostavna izrada,
- pogodni su za prenošenje udarnih opterećenja,
- nisu osjetljivi na prašinu,
- jeftiniji su od valjnih ležajeva,
- u radijalnom smjeru zauzimaju manje prostora,
- prigušuju udarce, vibracije i šumove,
- mogu biti izrađeni u dijeljenoj izvedbi.

Nedostaci kliznih ležajeva:
- veliko trenje kod pokretanja i malih brzina,
- neprecizno vođenje, odnosno pozicioniranje pokretnih strojnih dijelova,
- osjetljivi su na nedostatak podmazivanja,
- zahtijevaju urađivanje i pažljivo održavanje,
- na kvalitetu ležajeva bitno utječu materijal i toplinska obrada rukavaca osovina ili vratila.

## Način rada i podmazivanje kliznih ležajeva
Osnovna namjena podmazivanja kliznih ležajeva jest smanjenje trenja i time smanjenje gubitaka snage, smanjenje trošenja i time povećanje vijeka trajanja ležaja, te smanjenje zagrijavanja i time sprečavanje zaribavanja ležajeva. Ova tri cilja ostvaruju se dobrim podmazivanjem, pri kojem su površina rukavca i blazinice ležaja razdvojene tankim slojem ulja (uljnim filmom), u kojem vlada tekuće trenje. Prema tome, kod idealnog kliznog ležaja nema trošenja. Dobri ležajevi mogu pod povoljnim okolnostima raditi bez vidljivog trošenja, s praktički neograničenom trajnosti. To je posljedica razvoja tribologije – znanosti o trenju, trošenju i podmazivanju. Za postizanje tekućeg trenja potrebno je u sloju maziva osigurati tlak koji omogućava ravnotežno stanje s vanjskim opterećenjem ležaja. Ovo se postiže hidrostatičkim ili hidrodinamičkim načinom podmazivanja (hidraulički ležaj).

### Hidrostatičko podmazivanje
Kod hidrostatičkog podmazivanja se potrebni tlak u sloju maziva postiže s uljnom pumpom koja tlači ulje do 20 MPa (≈ 200 bar). Bez obzira na to da li klizne površine miruju ili se gibaju, tlak ulja osigurava među njima uvijek određenu debljinu uljnog filma. Gubitci trenja su kod ovih ležajeva manji nego kod ostalih vrsta, ali unatoč tome se klizni ležajevi s hidrostatičkim podmazivanjem u praksi malo upotrebljavaju. Osnovni razlog za to je, prije svega, dodatni trošak investicije na pumpu za visoki tlak.

### Hidrodinamičko podmazivanje
Kod hidrodinamičkog podmazivanja, nosivi uljni film se među kliznim površinama stvara automatski, ako je među kliznim površinama dovoljno velika relativna brzina klizanja i ako klizne površine imaju oblik klina. Promjenu tlakova u sloju maziva u smjeru relativne brzine klizanja dviju površina opisuje Reynoldsova jednadžba, iz koje je vidljivo da je promjena tlakova, a time i postojanje (hidrodinamičkog) tlaka, u sloju maziva moguća samo ako se površine relativno gibaju, i ako nisu međusobno paralelne. Ovo potonje zahtijeva stvaranje tzv. „uljnog klina“, pri čemu nije bitno da li su klizne površine zakrivljene (radijalni klizni ležajevi) ili ravne (aksijalni klizni ležajevi).
Odnosi u sloju maziva između dviju kliznih površina opisuju se Stribeckovom krivuljom koja pokazuje utjecaj dinamičkog viskoziteta sredstva za podmazivanje, srednjeg tlaka u ležaju i kutne brzine rukavca, na koeficijent trenja klizanja. Utjecaj produkta tih veličina na koeficijent trenja omogućuju tri osnovna načina podmazivanja dvaju tijela i to:
- granično podmazivanje,
- mješovito podmazivanje,
- hidrodinamičko podmazivanje

#### Granično podmazivanje
Do graničnog podmazivanja dolazi u slučaju kada se površine nalijeganja, koje na sebi imaju tanki, ali tvrdi granični sloj (epilamen) maziva, oksida, vlage ili nečistoća, dodiruju samo u najisturenijim točkama površinskih neravnina u kojima je probijen granični sloj. Svojstvo maziva da tvori granični sloj naziva se mazivost, na sposobnost stvaranja kojeg utječu svojstva površine metala i molekularna svojstva maziva. Mineralna ulja, kao najčešće upotrebljavana maziva, imaju svojstvo stvaranja naročito otpornog epilamena. Poseban slučaj graničnog podmazivanja, s posebno visokom vrijednošću koeficijenta (graničnog) trenja, jest podmazivanje pri pokretanju i njemu pripadajuće trenje pokretanja koje nastaje pri sasvim malim brzinama vrtnje, i pri kojem se granični sloj probiva na velikom broju mjesta.

#### Hidrodinamičko podmazivanje
Pri hidrodinamičkom podmazivanju površine dvaju tijela su odvojene kontinuiranim slojem maziva. Zbog viskoznosti maziva nastaje tekuće trenje, koje zbog turbulencije u sloju maziva raste s povećanjem brzine. Ona brzina vrtnje pri kojoj tlak u mazivu postaje
dovoljan da razdvoji rukavac i blazinicu ležaja naziva se kritična brzina vrtnje. 

#### Miješano podmazivanje
Miješano podmazivanje je prijelazan oblik između graničnog i hidrodinamičkog podmazivanja. Naliježne površine se dodiruju, ali ne direktno, nego klize preko svojih graničnih slojeva, pa je trenje manje i od trenja pri tekućem podmazivanju. No, takvo podmazivanje je labilno i lako može prijeći u granično, pa zato nije poželjno kao što je to hidrodinamičko podmazivanje.

#### Radijalni klizni ležaji s više točaka
Kod jednostavnih radijalnih kliznih ležajeva s rukavcem i blazinicom kružnog oblika nastaje samo jedna klizna površina sa svojim „uljnim klinom“ koji osigurava hidrodinamičko podmazivanje. Odgovarajućim oblikom blazinice ležaja, koji odstupa od kruga, može se osigurati više uljnih klinova po obodu ležaja, čime su rukavci osovine ili vratila poduprti u više točaka. U tom slučaju radi se o radijalnim kliznim ležajevima s više točaka, koji dobro centriraju rukavac u odnosu na blazinicu ležaja (miran hod). Prvenstveno se upotrebljavaju u vratilima turbina, vratilima preciznih obradnih strojeva i svugdje tamo gdje se zahtijevaju velike brzine vrtnje. Utori za podmazivanje uvijek su izvedeni u mirujućem dijelu ležaja (obično u blazinici ležaja), a kod mirujućih osovina nalaze se u rukavcu osovine koji mora imati odgovarajuće kanale za dovod maziva.

## Materijali za klizne ležajeve
Pri odabiru materijala za klizne ležajeve, potrebno je, pored o materijalu blazinice ležaja, voditi računa i o materijalu rukavca vratila i materijalu maziva. Ova tri materijala tvore tribološki sustav čija svojstva su presudna za ispravan rad kliznih ležajeva pri graničnom i mješovitom trenju.

### Tribološki sustav
Tribološki sustav bi trebao imati sljedeća svojstva:
- da omogućava međusobno "uglačavanje" materijala rukavca i osovine,
- da ulje dobro prianja na materijale rukavca i osovine,
- da pri radu na suho ne dođe do zaribavanja,
- prilagodljivost ležaja elastičnim i plastičnim deformacijama,
- otpornost na trošenje,
- otpornost na nagrizanje kliznih površina,
- sposobnost razrađivanja ležaja,
- otpornost na utiskivanje krutih (otpalih) dijelova u površinu.

Ova svojstva se zajedničkim imenom nazivaju "antifrikcijska" svojstva tribološkog sustava. Pored njih, ležajni materijali moraju imati sljedeća općenita svojstva:
- sposobnost odvođenja viška topline,
- otpornost na dodirni tlak,
- odgovarajuću dinamičku čvrstoću,
- da se što jednoličnije rastežu pri povišenim temperaturama i da ne bubre,
- da se kao materijal za platiranje dobro vežu za podlogu.

Općenito je nemoguće udovoljiti svim gornjim zahtjevima. Zbog toga se u praksi odlučuje za takav materijal rukavca i blazinice ležaja kojim će se uz upotrijebljeno sredstvo odmazivanja postići najbolja svojstva tribološkog sustava.

### Materijali za rukavce
Kod kliznih ležajeva se teži tome da površina rukavaca bude približno tri do pet puta tvrđa od površine blazinice ležaja. Time se trošenja ležaja ograniče prije svega na trošenje blazinice ležaja, koji se u slučaju kritičnog trošenja jednostavno zamijeni. Troškovi su u tom slučaju mnogo manji nego kada bi trošenje nastalo na rukavcu osovine ili vratila.
S obzirom na to da su rukavci ležajeva obično i dijelovi osovine ili vratila, izrađeni su od jednakih materijala (konstrukcijski čelici, poboljšani čelici i čelici za cementiranje i kaljenje). Najvažnije je da se rukavci mogu kvalitetno obraditi, obzirom na odabrani materijal, te da se tako na njima može postići što tvrđa i glatkija površina (preporučuje se tvrdoća 64 HRc ≈ 810 HV). S ovog gledišta, čelici za cementiranje i kaljenje bolji su nego konstrukcijski čelici i poboljšani čelici, iako se i površinskim kaljenjem poboljšanih čelika mogu postići zadovoljavajuća svojstva. Konstrukcijski čelici, koji se ne kale, primjereni su samo za nisko opterećene klizne ležajeve. 
Rukavci kliznih ležajeva se nakon grube mehaničke obrade (struganje, grubo brušenje, itd.) i toplinske obrade (cementiranje i kaljenje, poboljšanje, površinsko kaljenje, itd.) prije ugradnje još i fino mehanički obrade (fino brušenje, honovanje, lepovanje, itd.) čime se postižu vrlo glatke klizne površine. Za poboljšanje svojstava čvrstoće obzirom na površinski pritisak, rukavci kliznih ležaja se, posebno u zadnje vrijeme, još i dodatno kromiraju, čime se postižu bolja antifrikciona svojstva i veća otpornost protiv nagrizanja kliznih površina.

### Materijali za blazinice ležaja
I kod materijala za blazinice ležaja bitno je da se klizne površine mogu precizno obraditi i tako postići dobra antifrikciona svojstva. Poseban problem pri obradi predstavljaju dijelovi koji otpadaju, jer se pri obradi utiskuju u površinu, te je oštećuju. S ovog gledišta, za blazinice ležaja primjerenije je upotrijebiti legure za gnječenje, a ne legure za lijevanje, koje se inače lakše obrađuju.
Za blazinice ležaja najviše se koriste neželjezni metali (kositar, cink, olovo, bakar, aluminij) i njihove legure zbog dobrih kliznih svojstava pri nedovoljnom podmazivanju. S obzirom na to da su njihova svojstva čvrstoće ovisna o temperaturi, upotrebljavaju se samo u određenom temperaturnom području:
- legure olova i kositra: do 80 °C
- legure cinka: do 100 °C
- legure aluminija: do 150 °C
- legure bakra (bronce) za lijevanje: do 250 °C
- legure kositra za gnječenje: do 300 °C

#### Kositar
Kositar (Sn) se legira prvenstveno olovom (Pb), bakrom (Cu) i antimonom (Sb). Blazinice ležaja od legura kositra imaju odlična antifrikciona svojstva, neosjetljivi su na geometrijska i radna odstupanja, te prodiranje sitnih produkata trošenja. Dobro svojstvo kositra je i to što ga se može u tankim slojevima (nekoliko μm) galvanski nanijeti na druge materijale. Zbog male čvrstoće (vrlo su mekani), blazinice ležaja od legura kositra uvijek je potrebno ugraditi u odgovarajuće kruto kućište.

#### Cink
Cink (Zn) se legira prvenstveno aluminijem (Al) i bakrom (Cu). Blazinice ležaja od legura cinka imaju prije svega dobra antifrikciona svojstva. S obzirom na to da su jeftini, izrađuju se u masivnijim izvedbama, čime se dobiva na krutosti i čvrstoći. Upotrebljavaju se za manje zahtjevne klizne ležajeve.

#### Olovo
Olovo (Pb) se legira prije svega bakrom (Cu), kositrom (Sn) i cinkom (Zn). Blazinice ležaja od legura olova imaju vrlo dobra svojstva podmazivanja. S obzirom na to da su vrlo mekani neosjetljivi su na geometrijska i radna odstupanja, ali su slabo otporni na trošenje. Upotrebljavaju se prvenstveno u velikim i grubim ležajevima (npr. uležištenje osovina vagona).

#### Bakar
Bakar (Cu) se upotrebljava za blazinice ležaja prvenstveno u obliku raznih bronci (udio bakra je iznad 50%). Bronce imaju vrlo dobru toplinsku vodljivost, te time dobru sposobnost hlađenje ležajeva. Također imaju i zadovoljavajuću čvrstoću i dobru sposobnost deformiranja. Raznim nemetalnim dodacima (fosfor) poboljšavaju im se i antifrikciona svojstva. S obzirom na to da su slabo otporni na prodiranje produkata trošenja, u ovim ležajevima potrebno je osigurati dobar protok maziva. Upotrebljavaju se prije svega sljedeće bronce:
- Kositrene bronce sadrže 5 do 14% kositra (Sn). Uz pomoć malih dodataka fosfora (P) poboljšavaju im se svojstva podmazivanja (mazivo se bolje hvata kliznih površina). Primjereni su za klizne ležajeve u uvjetima miješanog podmazivanja, visokih površinskih tlakova i visoke radne temperature.
- Olovne bronce sadrže 10 do 28% olova (Pb). S obzirom na to da su vrlo mekane, neosjetljive su na geometrijska odstupanja i rubne pritiske, ali su slabo otporne na trošenje. Primjerene su prvenstveno za male brzine klizanja. Upotrebljavaju se za manje zahtjevne ležajeve, u kojima nije potrebno da je rukavac osovine ili vratila površinski kaljen.
- Kositreno-olovne bronce sadrže 5 do 14% kositra (Sn) i 3 do 25% olova (Pb). Pri većem udjelu olova imaju dobru prilagodljivost materijala rukavca i blazinice ležaja, ali slabu otpornost na trošenje.
- Aluminijeve bronce sadrže oko 10% aluminija (Al) i manje udjele nikla (Ni), mangana (Mn) i željeza (Fe). Razmjerno su tvrde i time otporne na trošenje. Upotrebljavaju se prije svega tamo gdje postoji opasnost od korozije.
- Crvena kovina je legura bakra (Cu), kositra (Sn), cinka (Zn) i olova (Pb), a predstavlja poseban slučaj kositrene bronce. Crvena kovina ima najbolja antifrikciona svojstva pri 10% Sn, 4% Zn i 1% Pb ili pri 6 % Sn, 7 % Zn i 1 % Pb. Jeftinija je nego osnovna kositrena bronca.
- Mjed je zapravo cinkova bronca s 30% cinka (Zn) i s malim udjelima aluminija (Al), nikla (Ni), fosfora (P) i silicija (Si). Ima slična antifrikciona svojstva kao i kositrena bronca. Upotrebljava se samo pri nižim temperaturama.

#### Aluminij
Aluminij (Al) se legira prije svega s bakrom (Cu), željezom (Fe), cinkom (Zn), manganom (Mn), silicijem (Si) i kositrom (Sn). Blazinice ležaja od legura aluminija upotrebljavaju se prvenstveno tamo gdje je i kućište od lakih metala. S obzirom na to da dobro provode toplinu imaju dobru sposobnost hlađenja.

#### Sivi lijev
Od željeznih materijala za blazinice ležaja prvenstveno se upotrebljava sivi lijev, jer njegova struktura (grafitne lamele) omogućuje dobra svojstva podmazivanja. S druge strane, sivi lijev ima slabija antifrikciona svojstva pri nedovoljnom podmazivanju, slabo je otporan na rubne pritiske, te ima slabiju sposobnost razrađivanja ležajeva.

#### Sinterirani metali
Dobra svojstva podmazivanja blazinica ležaja postižu se sinteriranim metalima, koji su porozni i lako upijaju ulje (do 30% svog volumena). Pri radu ulje izlazi kroz pore zbog opterećenja i povišena temperature, te podmazuje klizne površine. Pri mirovanju, kada se ležaj ohladi, ulje opet otječe natrag u pore. Sinteriraju se prije svega legure željeza, te kositrene i olovne bronce.

#### Umjetne mase
U zadnje vrijeme se za blazinice ležaja sve više upotrebljavaju umjetne mase. Primjerene su prvenstveno tamo gdje nije dovoljno podmazivanje uljem ili mašću (npr. u tekstilnoj industriji) i gdje postoji opasnost od korozije. Upotrebljavaju se prvenstveno sljedeći materijali:
- Termoplasti i duroplasti imaju dobra antifrikcijska svojstva, ali im je slaba strana puzanje pod opterećenjem i veliko toplinsko istezanje (približno 10 puta veće nego kod metala). Od Termoplasta, poliamid i najlon imaju veliku čvrstoću, dobra antifrikcijska svojstva, dobre prigušuju vibracije, te su otporni na trošenje. Slaba strana im je što upijaju vodu, naročito duroplasti. Poliuretani su po svojstvima slični polamidima, ali su manje osjetljivi na upijanje vode. Primjereni su za radne temperature od − 25 °C do + 80 °C. Poliacetali imaju vrlo dobra antifrikciona svojstva. Mogu se lako obraditi i do vrlo preciznih dimenzija.
- Fluorirani ugljikovodici (posebna vrsta voska) su otporni na kiseline i lužine. Primjereni su za radne temperature od − 270 °C do + 260 °C. Slaba strana im je puzanje pod opterećenjem i nešto slabija otpornost na trošenje.

Antifrikcijska svojstva gore navedenih umjetnih masa mogu se bitno poboljšati dodacima ugljika, grafita, olova i raznih bronci.

## Oblikovanje radijalnih kliznih ležajeva
Blazinice ležajeva u pravilu su izrađeni u nedijeljenoj izvedbi, ako je moguće rukavce osovina ili vratila u njih umetnuti s čeone strane. Standardizirani su npr. prema DIN 1850, tabela 8.1. Nabavljaju se kao samostalni elementi, utisnuti u kućište ili fiksno pričvršćeni na rukavac osovine ili vratila. Obično su izrađeni od bronce, sinteriranih kovina ili nemetalnih materijala, a mogu biti i od čelika presvučenog površinskim slojem od legura olova, legura kositra ili olovne bronce. Na unutarnjoj strani imaju izrađene utore za podmazivanje uljem ili mašću. Ovo ne vrijedi za blazinice ležajeva od sinteriranih kovina koji se podmazuju automatski.
Klizni ležajevi se često izrađuju kao kompletan sklop koji je potrebno samo pričvrstiti na kućište stroja ili naprave. Razlikuje se stojeća izvedba prema DIN 504 i izvedba s prirubnicom prema DIN 502.

## Aksijalni klizni ležaj
Najjednostavniji aksijalni klizni ležaj je okrugli čeoni ležaj s ravnim kliznim površinama. Sastavljen je od čeone klizne ploče, pričvršćene na kućište, i rukavca osovine. Obično se podmazuje mašću, a rjeđe uljem. Sredstvo za podmazivanje se dovodi preko dovodnih kanala do utora za podmazivanje, koji su po kliznoj površini raspoređeni radijalno ili su izvedeni u obliku ekscentričnog kružnog utora za podmazivanje. Pri vrtnje ležaja
sredstvo za podmazivanje se iz utora za podmazivanje raspodijeli po čitavoj kliznoj površini. Takvi ležajevi rade prvenstveno u području miješanog podmazivanja, pa su primjereni samo za manje brzine klizanja i manje površinske pritiske. Ako je klizna ploča izrađena od umjetne mase ili ako je na nju nanesena odgovarajuća tvar za kruto podmazivanje, ležajevi mogu raditi i bez sredstva za podmazivanje.
Za visokoopterećene pogone u kojima se može očekivati kutni pomak osovine, upotrebljavaju se samopodesivi aksijalni klizni ležajevi s nagibnim segmentima, koji u radu zauzmu ptimalni nagib prema grebenu osovine u smjeru obodne brzine. Segmenti su oslonjeni na nosače segmenata, koji naliježu na kućište ležaja s kuglastom površinom, omogućujući tako samopodesivost, tj. ispravan rad ležaja i pri malim kutnim pomacima osovine. Ovakva klasična izvedba aksijalnog kiznog ležaja omogućuje preuzimanje aksijalne sile iz oba smjera i obično uključuje i dva radijalna ležaja u isto kućište, a poznata je pod imenom svog izumitelja: Mitchellov ležaj. Neizbježno se primjenjuje kao brodski odrivni ležaj koji preuzima (iz oba smjera) porivnu silu brodskog vijka i prenosi je na brodsku konstrukciju.

## Klizni pločasti ležaj
Klizni pločasti ležaj ili jednostavni ležaj je vrsta kliznog ležaja, koji se uglavnom sastoji od dviju ploča koje klize jedna po drugoj (obično je jedna ploča nepomična, dok druga klizi). Klizni pločasti ležaj se koristi uglavnom kod konstrukcija gdje se pojavljuje veliko toplinsko istezanje, kao što su mostovi, generatori pare u termoelektranama, i drugo.

## Zračnost i ekscentricitet ležaja
Za ispravan rad radijalnih kliznih ležajeva vrlo je važna zračnost između rukavca i blazinice ležaja. Razlikuje se apsolutna i relativna zračnost ležaja. Apsolutna zračnost ležaja (Z) je razlika stvarnih mjera promjera ležajne blazinice i rukavca. Relativna zračnost ležaja definirana je omjerom apsolutne zračnosti ležaja i promjera rukavca osovine d: ψ = Z / d. Za metalne radijalne klizne ležajeva s hidrodinamičkim podmazivanjem preporučena relativna zračnost iznosi ψ ≈ 0,001 - 0,002. Za klizne ležajeve od sinteriranih metala uzima se ψ ≈ 0,0015 - 0,0025, a za klizne ležajeve od umjetnih masa ψ ≈ 0,003 - 0,0045. Kod prijenosnih vratila relativna zračnost je obično u granicama od 0,0002 – 0,004, kod ležaja reduktora 0,0005 – 0,0015 a kod ležajeva elektromotora, električnih generatora i centrifugalnih pumpi 0,001 – 0,0015. Ovako dobivenu relativnu zračnost treba još kontrolirati da li udovoljava uvjetima vezanim za toplinsko rastezanje materijala blazinice.
Zračnost ležaja ovisna je o površinskom tlaku, brzini klizanja i mazivu. Za postizanje jednake nosivosti pri različitim brzinama klizanja, zračnost ležaja mora biti pri velikim brzinama velika, a pri malim mala. Obrnuti su odnosi kod površinskih tlakova. Povećanjem zračnosti ležaja mora se povećati i viskoznost maziva. Uz veću zračnost manje je trenje, dakle manje je i zagrijavanje ležaja, ali prevelika zračnost dovodi do pojava vibracija i nemirnog hoda. Veću zračnost potrebno je predvidjeti za ležajeve čiji materijali imaju veliku toplinsku rastezljivost.
Udaljenost između centra rukavca i centra ležaja naziva se ekscentricitet ležaja. Očigledno, na pravcu koji spaja centar ležaja i centar rukavca nalazi se najmanja debljina uljnog filma, čija je vrijednost izuzetno važna za ispravan rad radijalnog kliznog ležaja.